# Emir Sisul Hess
Emir Sisul Hess (Bahía Blanca, 16 de marzo de 1949) es un capitán de corbeta de la Armada Argentina acusado de ser piloto de varios vuelos de la muerte. Estudió en el Colegio Nacional de Punta Alta, donde funciona la Base Naval Puerto Belgrano, y pertenece a la promoción 102 del comando naval.

## Trayectoria
En los dos primeros años de la última dictadura, con el grado de teniente de corbeta, integró la Escuadrilla Aeronaval de Helicópteros, con asiento en la Base Espora, pero denunciada como una cobertura de represores de la ESMA por el cabo Raúl Vilariño, quien ya en 1984 mencionó los vuelos de la muerte. Sus jefes inmediatos eran el capitán de corbeta Néstor Santiago Barrios y el teniente de navío Miguel Ángel Robles. En 1978 pasó a la Escuadrilla Aeronaval de Propósitos Generales, bajo el mando del capitán de corbeta Enrique Carlos Isola y del teniente de navío Ernesto Proni Leston. En esos tres años se produjeron la mayor parte de los vuelos.
En 1984, citado a declarar por el contraalmirante Horacio Mayorga en un sumario para desacreditar al cabo que describió la vida interna de la ESMA, Hess dijo no conocer a Vilariño. Pasó a retiro en 1991 como capitán de corbeta e incursionó en el rubro turístico como gerente del complejo Lago Espejo Resort SA en Villa La Angostura. Durante la presidencia de Menem, en la época en que se conmpletó la excarcelación de los represores, tuvo lugar su confesión, el primer relato de un piloto sobre los vuelos que llegó a la Justicia.
José Luis Bernabei, que trabajaba en el complejo frente al lago declaró ante el Juez Juan José Galeano

Contaba en tono burlón cómo las personas pedían por favor y lloraban. Dijo que las arrojaban al Río de la Plata y que él era piloto. Nombró como compañero a (Ricardo Miguel) Cavallo. Decía que los vuelos salían de (la I Brigada Aérea) El Palomar o (de la Base Aérea Militar) Morón, que les ponían una bolsa en la cabeza, los subían a aviones y los trasladaban hasta que eran arrojados.

Cuando Galeano comenzó a investigar a Hess, descubrió que no sólo Bernabei había escuchado la confesión. Un empleado sacó el tema después de leer el Nunca Más y Hess reiteró el relato. «Hablaba con bronca y resentimiento. Tenía necesidad de hablar, era un tipo íntimamente trastornado», recordó. Cuando le preguntaron si no sentía lástima de aquellas personas, Hess respondió en tercera persona:

No, no sufrían. Los llevaban dopados y los tiraban al río. Eran tipos muy pesados. Esos boludos no sabían a dónde iban a parar: al Tigre, al Riachuelo o al río Paraná. Iban cayendo como hormiguitas.

En 2002, cuando trascendió en la prensa que la Cámara Federal porteña había ordenado investigar el caso, el almirante Horacio Zaratiegui afirmó en una carta de lectores del Diario "La Nación" que en la Armada no existió nunca un oficial Hess. «No sé si existe, pero no importa. Sería un capitán de corbeta retirado, aviador naval», lo invocó con precisión el fallecido Florencio Varela en una conferencia ante militares.
La causa por la confesión de Hess, que tiene 62 años, se inició en marzo de 2002. En septiembre de 2005 la investigación pasó al juez Sergio Torres, a cargo de la megacausa ESMA. El 7 de septiembre el periódico Página/12 relató la historia de Hess. El magistrado activó la investigación y Hess fue detenido el 29 de septiembre de 2009. Fuentes judiciales informaron que durante el allanamiento se secuestró documentación y “manuscritos”, aunque no trascendió el contenido.
Sin embargo, según consta en el acta que se labrara durante el allanamiento llevado a cabo posteriormente a su detención, el  material que se secuestró fue el siguiente: libretas de vuelo, en las cuales consta que Hess sólo volaba helicópteros de ataque en la zona de Espora, y la copia de un escrito presentado a la justicia en 2002, en el cual se pone a disposición del juez interviniente. 
El 29 de septiembre de 2009, Hess se presentó por sus propios medios en la regional Bariloche de la Policía Federal Argentina, sita en la calle Tiscornia 6, a fin de ponerse a disposición de la justicia. En esa circunstancia se labró un acta dejando expresa constancia de que dicha presentación era voluntaria. 
En relación con los dichos de Murer y Bernabei, la Cámara Federal de Apelaciones expresó en uno de sus fallos que los mismos no pueden ser considerados testimonios sino solamente indicios y, en cuanto a las expresiones atribuidas a Hess, que éstas de ninguna manera pueden considerarse confesiones.

## Juicio
En marzo de 2013 se inició un juicio en el cual se unificaron diferentes tramos de la megacausa ESMA . Fue absuelto por sentencia del 29 de noviembre de 2017. y confirmada su absolución por Casación el día 15 de mayo de 2023.